# Томашувский повет (Лодзинское воеводство)
Томашувский повет (пол. Powiat tomaszowski) — повет (район) в Польше, входит как административная единица в Лодзинское воеводство. Центр повета — город Томашув-Мазовецки. Занимает площадь 1025,7 км². Население — 118 671 человек (на 31 декабря 2015 года).

## Административное деление
- города: Томашув-Мазовецки
- городские гмины: Томашув-Мазовецки
- сельские гмины: Гмина Бендкув, Гмина Будзишевице, Гмина Черневице, Гмина Иновлудз, Гмина Любохня, Гмина Рокицины, Гмина Жечица, Гмина Томашув-Мазовецки, Гмина Уязд, Гмина Желехлинек

## Демография
Население повета дано на 31 декабря 2015 года.
| Перепись            | Всего  | Мужчины | Женщины |
| ------------------- | ------ | ------- | ------- |
| Всего               | 118671 | 56980   | 61691   |
| Городское население | 63960  | 30064   | 33896   |
| Сельское население  | 54711  | 26916   | 27795   |